# Oshkosh (Wisconsin)
Oshkosh é uma cidade localizada no estado norte-americano do Wisconsin, no condado de Winnebago, do qual é sede. Foi fundada em 1853.

## Geografia
De acordo com o Departamento do Censo dos Estados Unidos, a cidade tem uma área de 72,6 km², dos quais 70 km² estão cobertos por terra e 2,6 km² por água.

### Localidades na vizinhança
O diagrama seguinte representa as localidades num raio de 24 km ao redor de Oshkosh.

## Demografia
Segundo o censo nacional de 2010, a sua população é de 66 083 habitantes e sua densidade populacional é de 944,3 hab/km².

## Marcos históricos
O Registro Nacional de Lugares Históricos lista 38 marcos históricos em Oshkosh. O primeiro marco foi designado em 21 de janeiro de 1971 e o mais recente em 17 de maio de 2021, o St. Mary’s Catholic Church Complex.